# 闪羽蜂鸟
是雨燕目蜂鸟科的一种鸟类。
闪羽蜂鸟体重约7.6克，翼长约81.5毫米，嘴峰长约22.5毫米，喙宽度约2.5毫米，喙厚度约1.8毫米，跗蹠长约7.3毫米，尾长约49.9毫米。闪羽蜂鸟在其分布区内为留鸟，其栖息在半开放的灌木丛中，食性为草食性，主要食物来源是植物的花蜜。

## 亚种
- ：分布于哥伦比亚至厄瓜多尔和秘鲁中部的安第斯山脉地区。
- ：分布于秘鲁中南部安第斯山脉地区。[4]